# Waldison Rodrigues de Souza
Waldison Rodrigues de Souza oder kurz Waldison (* 17. Juni 1984 in São Miguel do Araguaia) ist ein ehemaliger brasilianischer Fußballspieler.

## Karriere
Waldison durchlief die Nachwuchsabteilung vom Grêmio FBPA in Porto Alegre und wurde hier 2004 in den Profikader aufgenommen. Hier spielte er bis ins Jahr 2006. Anschließend spielte er meistens kurze Perioden für diverse brasilianische Vereine. Lediglich für Fortaleza EC spielte er von 2012 bis 2014, während er auch in dieser Zeit 2012 für eine halbe Saison an den japanischen Klub Jeju United ausgeliehen wurde.
Zur Saison 2015/16 wechselte er in die türkische TFF 1. Lig zu Giresunspor. Zur nächsten Saison 2016/17 folgte er seinem, Trainer Erkan Sözeri zum Ligarivalen Adana Demirspor. Am Saisonende kehrte Waldison in seine Heimat zurück. Erst zur Austragung der Staatsmeisterschaft von Ceará 2019 erhielt er nochmals einen Kontrakt beim Guarany SC. Nach dem Ausscheiden des Klubs im Staatspokal von Ceará im September beendete er seine aktive Laufbahn.